# わたしの宮沢賢治
『わたしの宮沢賢治』（わたしのみやざわけんじ）は、宮沢賢治や彼の作品等を評価する書評連載論シリーズ。
ソレイユ出版発行。

## 概要
古今東西の職業や違う職種のあらゆる有名人や著名人が、宮沢賢治について、自らのエッセイや歴史などを語る。

## 書籍情報
- 『わたしの宮沢賢治 賢治との対話』（C・W・ニコル 2018年）ISBN 9784990879075
- 『わたしの宮沢賢治 豊穣の人』（山下聖美 2018年）ISBN 9784990879082
- 『わたしの宮沢賢治 賢治ことばの源泉』（王敏 2019年）ISBN 9784991064111
- 『わたしの宮沢賢治 法律家から見た賢治』（作花知志 2019年）ISBN 9784991064128
- 『わたしの宮沢賢治 全盲の目に射す一条の光』（新井淑則 2020年）
- 『わたしの宮沢賢治 兄と妹と「宇宙意思」』（山根知子 2020年）ISBN 9784991064142
- 『わたしの宮沢賢治 地球生命の未来圏』（毛利衛 2021年）ISBN 9784991064166
- 『わたしの宮沢賢治 祖父・清六と「賢治さん」』（宮沢和樹 2021年）ISBN 9784991064173